# Баскаков Володимир Євтихіанович
Володи́мир Євтихіа́нович Баска́ков (1921—1999) — радянський, згодом — російський кінознавець і сценарист. Доктор мистецтвознавства, професор.

## Життєпис
Народився 20 липня 1921 року в місті Череповці, нині Вологодської області Росії. Росіянин.
20 липня 1942 року Слобідським РВК Кіровської області призваний до лав РСЧА. Учасник німецько-радянської війни з 1942 року. Воював на Калінінському, 2-му Українському та 1-му Білоруському фронтах. Був літературним співробітником газети «В бой за Родину» 1-го механізованого корпусу 2-ї гвардійської танкової армії, старший лейтенант.
У 1952 році закінчив Московський обласний педагогічний інститут імені Н. К. Крупської.
У різні роки обіймав посади завідувача сектором кіно відділу культури ЦК КПРС, заступника міністра культури з питань кіно, першого заступника голови Держкіно СРСР.
З 1973 по 1987 роки — директор ВНДІ кіномистецтва.
Мешкав у Москві, де й помер 13 січня 1999 року.

## Літературна діяльність
Член Спілки письменників СРСР з 1978 року.
Автор повістей про Другу світову війну, об'єднаних у збірки «Кружечок на мапі» (1970) і «Танкісти» (1987).

## Кінематографічна діяльність
Виступив, як сценарист художнього фільму «Брама в небо» (1983), документальних фільмів «Маршал Рокоссовський. Життя і час» (1987) та «Повість про маршала Конєва» (1988).

## Нагороди і почесні звання
Нагороджений двома орденами Трудового Червоного Прапора, орденами Вітчизняної війни 2-го ступеня (11.03.1985), Червоної Зірки (05.03.1945), Дружби народів і медалями.
Заслужений працівник культури РРФСР.